# Élie Youan
Thody Élie Youan (Nantes, 7 aprile 1999) è un calciatore francese, attaccante dell'Hibernian.

## Caratteristiche tecniche
È un centravanti.

## Carriera
Cresciuto nel settore giovanile del Nantes, in cui è entrato a far parte all'età di sei anni, ha esordito in prima squadra il 24 maggio 2019 disputando l'incontro di Ligue 1 perso 1-0 contro lo Strasburgo.
Dopo essere passato in proprietà al San Gallo ed aver trascorso una stagione al Malines, il 25 giugno 2022, si trasferisce a titolo temporaneo agli scozzesi dell'Hibernian. A fine stagione, nel maggio 2023, viene acquistato a titolo definitivo dagli stessi hibs, firmando un contratto trionale.

## Statistiche
Statistiche aggiornate al 9 marzo 2025.

### Presenze e reti nei club
| Stagione         | Squadra          | Campionato       | Campionato | Campionato | Coppe nazionali | Coppe nazionali | Coppe nazionali | Coppe continentali | Coppe continentali | Coppe continentali | Altre coppe | Altre coppe | Altre coppe | Totale | Totale | Totale |
| Stagione         | Squadra          | Comp             | Pres       | Reti       | Comp            | Pres            | Reti            | Comp               | Pres               | Reti               | Comp        | Pres        | Reti        | Pres   | Reti   |        |
| ---------------- | ---------------- | ---------------- | ---------- | ---------- | --------------- | --------------- | --------------- | ------------------ | ------------------ | ------------------ | ----------- | ----------- | ----------- | ------ | ------ | ------ |
| 2016-2017        | Nantes 2         | CFA              | 5          | 2          |                 | -               | -               |                    | -                  | -                  |             | -           | -           | 5      | 2      |        |
| 2017-2018        | Nantes 2         | N3               | 17         | 6          |                 | -               | -               |                    | -                  | -                  |             | -           | -           | 17     | 6      |        |
| 2018-2019        | Nantes 2         | N2               | 16         | 6          |                 | -               | -               |                    | -                  | -                  |             | -           | -           | 16     | 6      |        |
| 2019-2020        | Nantes 2         | N2               | 3          | 1          |                 | -               | -               |                    | -                  | -                  |             | -           | -           | 3      | 1      |        |
| 2018-2019        | Nantes           | L1               | 1          | 0          | CF+CdL          | 0               | 0               |                    | -                  | -                  |             | -           | -           | 1      | 0      |        |
| 2019-2020        | Nantes           | L1               | 5          | 0          | CF+CdL          | 0+2             | 1               |                    | -                  | -                  |             | -           | -           | 7      | 1      |        |
| Totale Nantes    | Totale Nantes    | Totale Nantes    | 47         | 15         |                 | 2               | 1               |                    | -                  | -                  |             | -           | -           | 49     | 16     |        |
| 2020-2021        | San Gallo        | SL               | 29         | 5          | CS              | 3               | 0               | UEL                | 1                  | 0                  |             | -           | -           | 33     | 5      |        |
| 2021-gen. 2022   | San Gallo        | SL               | 17         | 6          | CS              | 3               | 1               |                    | -                  | -                  |             | -           | -           | 20     | 7      |        |
| Totale San Gallo | Totale San Gallo | Totale San Gallo | 46         | 11         |                 | 6               | 1               |                    | 1                  | 0                  |             | -           | -           | 53     | 12     |        |
| gen.-giu. 2022   | Malines          | D1               | 4          | 0          |                 | -               | -               |                    | -                  | -                  |             | -           | -           | 4      | 0      |        |
| 2022-2023        | Hibernian        | SP               | 36         | 9          | CS+CdL          | 1+0             | 0               |                    | -                  | -                  |             | -           | -           | 37     | 9      |        |
| 2023-2024        | Hibernian        | SP               | 31         | 5          | CS+CdL          | 3+3             | 1+2             | UECL               | 6                  | 2                  | -           | -           | -           | 43     | 10     |        |
| 2024-2025        | Hibernian        | SP               | 13         | 2          | CS+CdL          | 1+1             | 0               | -                  | -                  | -                  | -           | -           | -           | 15     | 2      |        |
| Totale Hibernian | Totale Hibernian | Totale Hibernian | 80         | 16         |                 | 9               | 3               |                    | 6                  | 2                  |             | -           | -           | 95     | 21     |        |
| Totale carriera  | Totale carriera  | Totale carriera  | 177        | 42         |                 | 17              | 5               |                    | 7                  | 2                  |             | -           | -           | 201    | 49     |        |